# Maantee
Maantee (ook Maanteeküla) is een plaats in de Estlandse gemeente Saaremaa, provincie Saaremaa. De plaats heeft de status van dorp (Estisch: küla), maar telde in 2011 nog maar één inwoner. In 2021 was het aantal inwoners ‘< 4’.
Tot in oktober 2017 lag Maantee in de gemeente Torgu. In die maand ging Torgu op in de fusiegemeente Saaremaa.
Maantee ligt op het schiereiland Sõrve, onderdeel van het eiland Saaremaa.

## Geschiedenis
Maantee werd voor het eerst genoemd in 1731 onder de naam Mahndi Pawel, een boerderij op het landgoed van Sääre. In 1977 werd Maantee bij het buurdorp Sääre gevoegd. In 1997 werd het weer een zelfstandig dorp.